# Cristipocregyes rondoni
Cristipocregyes rondoni är en skalbaggsart som beskrevs av Stefan von Breuning 1965. Cristipocregyes rondoni ingår i släktet Cristipocregyes och familjen långhorningar.
Artens utbredningsområde är Laos. Inga underarter finns listade i Catalogue of Life.